# Ciklapa
Ciklapa is een bestuurslaag in het regentschap Cilacap van de provincie Midden-Java, Indonesië. Ciklapa telt 8560 inwoners (volkstelling 2010).